# Tarzetta
Tarzetta (Cooke) Lambotte, Memoire Societe Royale des Sciences de Liege, Série 2 14: 325 (1888)
Tarzetta è un genere di funghi ascomiceti appartenente alla famiglia Pyronemataceae.

## Caratteristiche
Le specie di questo genere hanno:
carpoforoa forma di coppa, di piccola taglia con la parete esterna ricoperta da granulosità e fioccosità caratteristiche.
sporeda ellissoidali a fusiformi, biguttulate e lisce.

## Specie diTarzetta
La specie tipo è Tarzetta catinus (Holmsk.) Korf & J.K. Rogers (1971), altre specie incluse sono:
- Tarzetta brasiliensis Rick (1931)
- Tarzetta bronca (Peck) Korf & J.K. Rogers (1971)
- Tarzetta cinerascens Rehm (1904)
- Tarzetta cupularis (L.) Svrček (1981)
- Tarzetta gaillardiana (Boud.) Korf & J.K. Rogers (1971)
- Tarzetta jafneospora W.Y. Zhuang & Korf (1987)
- Tarzetta pusilla Harmaja (1974)
- Tarzetta rapuloides Rehm
- Tarzetta scotica (Rea) Y.J. Yao & Spooner (2002)
- Tarzetta spurcata (Pers.) Harmaja (1974)
- Tarzetta velata (Quél.) Svrček (1981)

## Sinonimi
- Pustulina Eckblad, Nytt Mag. Bot. 15(1-2): 84 (1968)
- Pustularia Fuckel, Jahrbuch des Nassauischen Vereins für Naturkunde, Wiesbaden 23-24(Symb. Mycol.): 328 (1870)